# Kroktjärnen (Arnäs socken, Ångermanland)
Kroktjärnen är en sjö i Örnsköldsviks kommun i Ångermanland och ingår i Gideälven-Idbyåns kustområde.